# ألكسندر يونوف
ألكسندر يونوف (بالروسية: Александр Владимирович Ионов)‏ هو لاعب كرة قدم روسي في مركز الوسط، ولد في 29 مارس 1983 في شاتورا في روسيا. شارك مع منتخب روسيا تحت 21 سنة لكرة القدم. أما مع النوادي، فقد لعب مع لوكوموتيف موسكو ونادي أوفا.

## وصلات خارجية
- ألكسندر يونوف على موقع قاعدة بيانات كرة القدم.إي يو (الإنجليزية)
- ألكسندر يونوف على موقع Soccerway.com (الإنجليزية)